# Nicola Birkner
Nicola Birkner (* 7. Dezember 1969 in Berlin) ist eine deutsche Seglerin.

## Seglerische Laufbahn
1977 begann Nicola Birkner in der Optimistenjolle mit dem Segelsport. 1985, nach dem Sieg bei der Jugendeuropameisterschaft, wechselte sie in den 420er, mit der sie mit Birgit Breitschuh bei den Deutschen Meisterschaften 1987 und 1988 jeweils den 5. Rang belegte.
Ab 1992 segelte Birkner mit Wibke Bülle im 470er und nahm für Deutschland an mehreren Weltmeisterschaften teil. Im Jahre 2000 startete das Team bei den Olympischen Sommerspielen in Sydney und erreichte dort den 5. Rang.
Heute segelt Birkner meist in der 505er-Klasse. Sie startet für den Verein Seglerhaus am Wannsee (VSaW) in Berlin.

## Auszeichnungen
- 1998 – Ehrennadel des Berliner Segler-Verbandes[3]